# Orimarga (Orimarga) fulvithorax
Orimarga (Orimarga) fulvithorax is een tweevleugelige uit de familie steltmuggen (Limoniidae). De soort komt voor in het Afrotropisch gebied.